# Élections législatives trinidadiennes de 2015
Les élections législatives trinidadiennes de 2015 ont lieu le 7 septembre 2015 afin d'élire les 41 représentants de la Chambre des représentants de Trinité-et-Tobago.
Le scrutin donne lieu à une alternance politique avec la victoire du Mouvement national du peuple sur la coalition sortante Partenariat du peuple menée par le Congrès national uni. Keith Rowley remplace Kamla Persad-Bissessar au poste de Premier ministre.

## Contexte

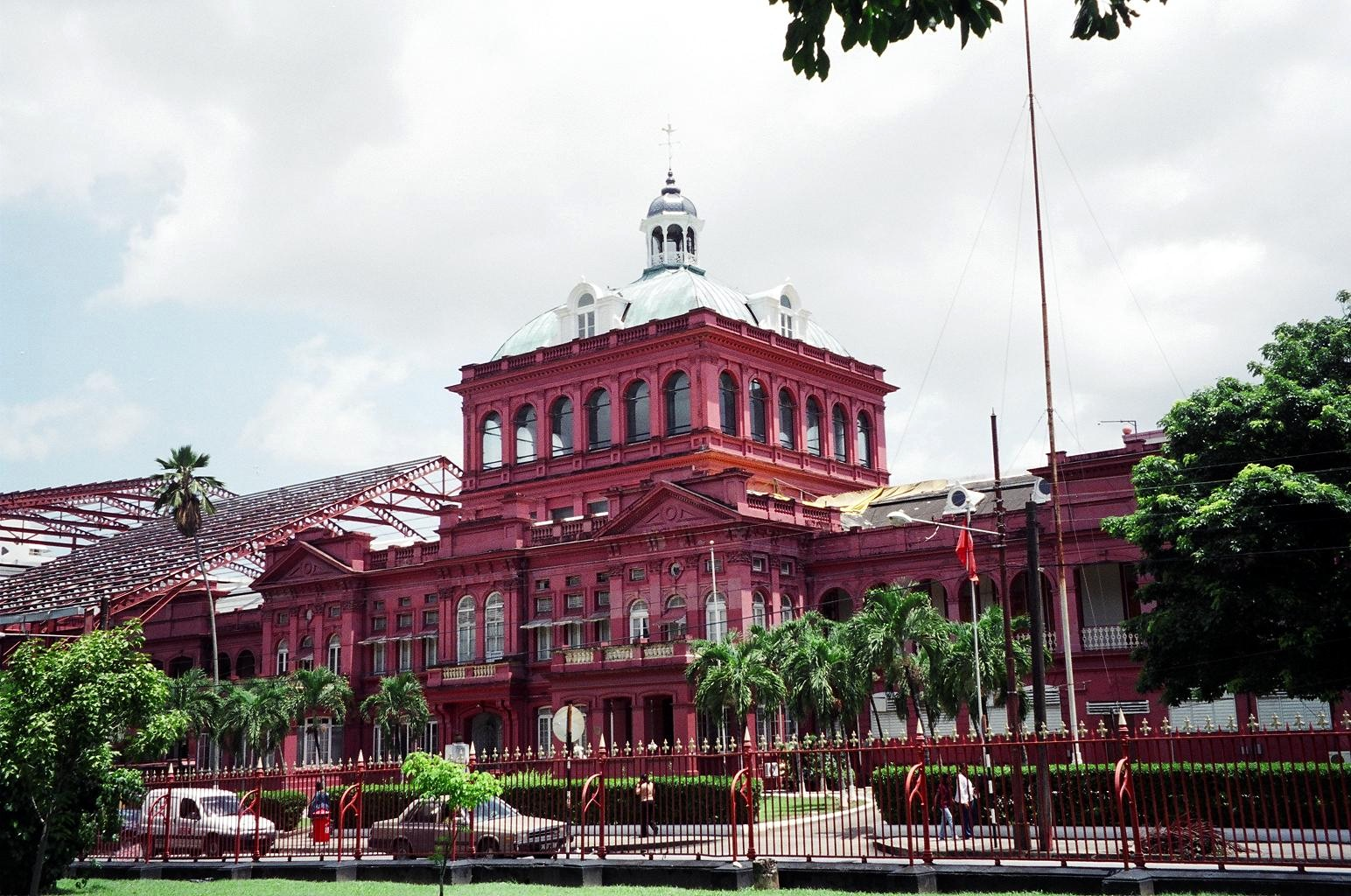
La Maison rouge à Port-d'Espagne, siège du parlement.

Les élections législatives de mai 2010 donnent lieu à une alternance politique avec la victoire de la récente coalition Partenariat du peuple menée par le Congrès national uni sur le Mouvement national du peuple au pouvoir. Kamla Persad-Bissessar remplace Patrick Manning au poste de Premier ministre.

## Système électoral
La Chambre des représentants est la chambre basse du Parlement bicaméral de Trinité-et-Tobago. Elle est composée de 41 sièges pourvus pour cinq ans au scrutin uninominal majoritaire à un tour dans autant de circonscriptions. Le président de la chambre peut éventuellement être choisi en dehors de ses membres, auquel cas il en devient membre ex officio.

## Forces en présences
| Parti | Parti                                                          | Idéologie                                                                | Chef de file           | Résultats en 2010           |
| ----- | -------------------------------------------------------------- | ------------------------------------------------------------------------ | ---------------------- | --------------------------- |
|       | Partenariat du peuple People's Partnership, (PP)               | Centre gauche Social-démocratie, socialisme démocratique, troisième voie | Kamla Persad-Bissessar | 59,97 % des voix 29 députés |
|       | Mouvement national du peuple People's National Movement, (PNM) | Centre Libéralisme, nationalisme                                         | Keith Rowley           | 39,70 % des voix 12 députés |

## Résultats

Résultats par circonscription électorale.

|                                  |                                           |                                    |           |       |       |               |               |  |  |
| Parti ou coalition               | Parti ou coalition                        | Parti ou coalition                 | Voix      | %     | +/-   | Sièges        | +/-           |  |  |
|                                  | Mouvement national du peuple (PNM)        | Mouvement national du peuple (PNM) | 378 447   | 51,68 | 11,98 | 23            | 11            |  |  |
|                                  |                                           | Congrès national uni (UNC)         | 290 066   | 39,61 | 4,11  | 17            | 4             |  |  |
|                                  | Congrès du peuple (COP)                   | 43 991                             | 6,01      | 8,12  | 1     | 5             |               |  |  |
|                                  | Comité national d'action conjointe (NJAC) | 5 790                              | 0,79      | 0,79  | 0     | en stagnation |               |  |  |
|                                  | Organisation populaire de Tobago (TOP)    | 1 750                              | 0,24      | 1,88  | 0     | 2             |               |  |  |
| Total Partenariat du peuple (PP) | Total Partenariat du peuple (PP)          | 341 597                            | 46,65     | 13,32 | 18    | 11            |               |  |  |
|                                  | Parti libéral indépendant (ILP)           | Parti libéral indépendant (ILP)    | 5 123     | 0,70  | Nv    | 0             | en stagnation |  |  |
|                                  | Tobago en avant (TF)                      | Tobago en avant (TF)               | 2 162     | 0,30  | Nv    | 0             | en stagnation |  |  |
|                                  | Nouvelle vision nationale (NNV)           | Nouvelle vision nationale (NNV)    | 883       | 0,12  | 0,16  | 0             | en stagnation |  |  |
|                                  | Autres partis                             | Autres partis                      | 1 752     | 0,24  | –     | 0             | en stagnation |  |  |
|                                  | Indépendants                              | Indépendants                       | 2 376     | 0,32  | 0,28  | 0             | en stagnation |  |  |
|                                  |                                           |                                    |           |       |       |               |               |  |  |
| Suffrages exprimés               | Suffrages exprimés                        | Suffrages exprimés                 | 732 340   | 99,67 |       |               |               |  |  |
| Votes blancs et nuls             | Votes blancs et nuls                      | Votes blancs et nuls               | 2 452     | 0,33  |       |               |               |  |  |
| Total                            | Total                                     | Total                              | 734 792   | 100   | –     | 41            | en stagnation |  |  |
| Abstentions                      | Abstentions                               | Abstentions                        | 364 487   | 33,16 |       |               |               |  |  |
| Inscrits / participation         | Inscrits / participation                  | Inscrits / participation           | 1 099 279 | 66,84 |       |               |               |  |  |